# National Geographic Partners
A National Geographic Partners, LLC é uma joint venture entre a The Walt Disney Company (que possui 73% das ações) e a organização científica sem fins lucrativos National Geographic Society (que possui 27%). A empresa supervisiona todas as atividades comerciais relacionadas à Society, incluindo publicações em revistas e canais de televisão. O conselho de administração da empresa é dividido igualmente entre a Society e a Disney.
A empresa foi originalmente estabelecida pela 21st Century Fox e pela National Geographic Society. Após a conclusão da aquisição da 21st Century Fox pela Disney em 20 de março de 2019, a Disney assumiu a participação de 73% da 21CF na joint venture.

## Antecedentes
O relacionamento da National Geographic Society com a 21st Century Fox remonta a 1997, quando a News Corporation original (da qual a 21st Century Fox é uma das sucessoras) lançou o National Geographic Channel (agora simplesmente denominado National Geographic) na Ásia e na Europa, em parceria com a Society. A versão americana original do canal foi lançada em 2001. Canais adicionais da National Geographic em outras partes do mundo também foram lançados sob a joint venture original.

## História
Em 9 de setembro de 2015, a Society anunciou que reorganizaria suas propriedades de mídia e publicações em uma nova empresa conhecida como National Geographic Partners, que seria 73% de propriedade da 21st Century Fox. Essa nova corporação com fins lucrativos seria proprietária da National Geographic e outras revistas, bem como de suas redes de televisão afiliadas - a maioria das quais já pertencia a joint ventures com a Fox. Na época do anúncio do acordo, James Murdoch, CEO da 21st Century Fox, foi citado em declarações à National Geographic que o pacto criou uma tela expandida para a marca National Geographic crescer e alcançar clientes de novas maneiras e alcançar novos clientes." Em 2 de novembro de 2015, cerca de duas semanas antes do fechamento do acordo de joint venture expandido, a National Geographic e a 21st Century Fox anunciaram que 9% dos 2.000 funcionários da National Geographic, aproximadamente 180 pessoas, seriam demitidos, constituindo o maior redução de pessoal na história da Society. Em novembro de 2015, o CEO da National Geographic Channels International, Ward Platt, foi promovido para a National Geographic Partners, enquanto o canal internacional e os EUA foram unidos sob comando da CEO da National Geographic Channels dos EUA, Courteney Monroe, como National Geographic Global Networks.
A National Geographic Networks anunciou a produção de quatro documentários de longa-metragem e a reentrada da NatGeo de volta aos documentários. Logo depois, em janeiro de 2017, a rede anunciou o banner da National Geographic Documentary Films para os quatro longas.
Em maio de 2017, a empresa adquiriu a operadora de turismo Global Adrenaline, fornecedora da National Geographic Expeditions para alguns de seus itinerários terrestres e foi fundada em 2001 pela CEO Nancy Schumacher.
Na cidade de Nova York, em outubro de 2017, a atração National Geographic Encounter: Ocean Odyssey foi inaugurada pela SPE Partners sob licença. A SPE trouxe o Falcon's Creative Group, Pixomondo, Mirada Studios e o compositor David Kahne para os aspectos criativos da atração. O Ocean Odyssey é uma atração de 90 minutos com ingressos cronometrados com espaço de varejo e espaço para eventos privados administrado pela Shubert Organization.
Declan Moore foi sucedido por Gary E. Knell como CEO da Nat Geo Partners em fevereiro de 2018. Em julho, Moore reorganizou a empresa, incluindo a eliminação de três altos cargos executivos. O CEO da rede global supervisionaria uma empresa de produção combinada de formatos longos e curtos, a National Geographic Studios. A NG Media, como uma redação única para conteúdo em todas as plataformas, foi formada para reunir conteúdo digital, revistas e outros formatos curtos. A CFO Marcela Martin adicionou o cargo de diretora administrativa (CAO) liderando as novas funções de suporte de coordenação do Conselho Operacional.
A National Geographic Kids Books lançou seu selo de ficção, Under the Stars, em setembro de 2018. Uma parceria com a Ultimate Explorer, uma empresa chinesa, foi feita para espaços de entretenimento interativo baseados nas séries na China e nos Estados Unidos. Com sua segunda série publicada em outubro de 2019, a unidade de livros infantis lançou um podcast complementar.
Como parte da aquisição da maioria dos ativos da 21st Century Fox, a The Walt Disney Company assumiu o controle acionário da 21CF na joint venture. Após a aquisição, os canais de televisão da National Geographic Partners tornaram-se parte da unidade Walt Disney Television; com o presidente da National Geographic Partners reportando-se diretamente ao presidente da Walt Disney Television. A Disney fechou oficialmente o acordo em 20 de março de 2019. Em agosto de 2019, as operações não relacionadas à TV da National Geographic Partners foram transferidas para sua contraparte da Disney.

## Negócios

### NG Media
A NG Media é o braço editorial da parceria e opera dentro da Disney Publishing Worldwide cuidando das revistas da National Geographic, digital, canais sociais, Nat Geo Kids, publicação de livros e eventos ao vivo.
A National Geographic Adventure foi lançada em março de 1999. O grupo de revistas da sociedade descontinuou sua revista Adventure em dezembro de 2009 enquanto tentava manter a marca em outras mídias, como livros e online.
Em desenvolvimento desde 2014, a National Geographic Kids Books lançou seu selo de ficção, Under the Stars, em setembro de 2018 com a publicação de Explorer Academy: The Nebula Secret, a primeira de uma série de sete partes. A marca refere-se ao grande saguão abobadado pintado com o céu noturno na sede da sociedade. Uma parceria com a Ultimate Explorer, uma empresa chinesa, foi feita para espaços de entretenimento interativo baseados na série na China e nos EUA. Com sua segunda série, Zeus the Mighty, publicada em outubro de 2019, a unidade de livros infantis lançou um podcast complementar, Greeking Out, com Kids Place Live.
A NG Media foi formada em fevereiro de 2018 em reorganização reunida como uma redação única para conteúdo em todas as plataformas. O editor-chefe da National Geographic foi nomeado editor-diretor da NG Media, com David Miller, gerente geral da ditigal, tornando-se gerente geral da NG Media, supervisionando assinaturas e associações, além das unidades NG Creative, Maps e Photography.
A Disney transferiu a NG Media para a Disney Publishing Worldwide em agosto de 2019. A NG Media também descontinuou a edição americana da revista Traveler.
Revistas publicadas pela NG Media:
- National Geographic: A principal revista mensal. A revista contém artigos sobre geografia, ciência popular, história mundial, cultura, eventos atuais e fotografia de lugares e coisas em todo o mundo e universo. A revista National Geographic é publicada atualmente em 40 edições no idioma local em muitos países ao redor do mundo. A circulação combinada de inglês e outros idiomas é de cerca de 6,8 milhões mensais, com cerca de 60 milhões de leitores.
- National Geographic Explorer: Revista da sala de aula. A National Geographic School Bulletin foi lançada em 1919 e foi substituída pela revista infantil National Geographic World em 1975. NG World foi separada nas atuais National Geographic Explorer  e National Geographic Kids em 2001.
- National Geographic History: Lançada na primavera de 2015.[17]
- National Geographic Kids: Uma versão da National Geographic Magazine para crianças, lançada em 1975 com o nome National Geographic World. Tem uma circulação nos EUA de mais de 1,5 milhão. Há também atualmente 18 edições em língua local da NG Kids, com mais meio milhão em circulação. Uma edição em árabe da revista infantil foi lançada no Egito no início de 2007, e mais de 42.000 exemplares são distribuídos para todas as escolas públicas do Egito, além de outras 15.000 cópias vendidas avulsas. Mais recentemente, uma edição albanesa e polonesa foram lançadas.[18]
- National Geographic Little Kids: Para crianças menores de 3 a 6 anos
- National Geographic Traveler: Lançada em 1984. Há 18 edições no idioma local da NG Traveler.
- National Geographic Adventure (1998-2009) oito edições por ano, tinha uma base de assinaturas de 625.000[16]

National Geographic Books: uma editora de livros de não ficção
- Divisão National Geographic Kids Books
  - Selo de ficção Under the Stars[9]

### Televisão
Os canais de televisão da marca National Geographic e a produtora de TV são operados como parte desse empreendimento, mas as empresas da Disney (Walt Disney Television nos Estados Unidos, Fox Networks Group fora dos Estados Unidos) lidam com a distribuição e vendas de anúncios dos canais. Na maioria dos casos internacionalmente, os canais da National Geographic e da Disney se promovem mutuamente. Em alguns territórios, as versões dos canais da National Geographic são operadas diretamente pela Disney.
- National Geographic: O principal canal de documentários.
- National Geographic Studios (anteriormente conhecido como National Geographic Television)
- Nat Geo Kids: Um canal de interesse infantil.
- Nat Geo Music: Um canal que se concentra em música étnica.
- Nat Geo People: Um canal centrado em estilo de vida.
- Nat Geo Wild: Um canal com tema de vida selvagem.
- Nat Geo Gold: Um canal com temática documental. Atualmente disponível na região África.

### National Geographic Travel
A National Geographic Travel é a divisão de viagens e passeios da National Geographic Partners que oferece passeios da National Geographic por meio de vários parceiros terceirizados e de sua operadora de turismo interna.
A National Geographic Expeditions foi fundada em 1999 pela National Geographic Society para cumprir uma de suas missões e para que os rendimentos fossem direcionados para sua missão. Em 2004, a divisão fez uma parceria com a linha de cruzeiros Lindblad Expeditions e a operadora de turismo de marca branca, Global Adrenaline.
Em setembro de 2013, a National Geographic Society formou o grupo National Geographic Travel reunindo seus ativos de viagens, incluindo a revista National Geographic Traveler, National Geographic Expeditions, seus livros de viagens, conteúdo digital de viagens, mapas, aplicativos e comunidade de viagens. Keith Bellows, editor-chefe da National Geographic Traveler, foi nomeado vice-presidente sênior do grupo. Bellows foi o editor-chefe até outubro de 2014, com a nomeação do seu substituto definitivo.
Uma coleção de marketing de hotel, National Geographic Unique Lodges of the World, e uma nova divisão independente de planejamento de viagens, Private Expeditions, foram lançadas em janeiro de 2015. As Private Expeditions incorporam, na maioria dos casos, um desses lodges. Os 24 hotéis boutique iniciais atenderam aos padrões de coleção de sustentabilidade, experiência do hóspede e qualidade da propriedade. A Nat Geo Travel foi transferida em setembro de 2015 para uma joint venture, a National Geographic Partners, com a 21st Century Fox.
Em maio de 2017, a National Geographic Partners comprou a Global Adrenaline. Com a Lindblad, seu acordo foi expandido para incluir novos destinos na América Latina e no Canadá, enquanto trazia outros parceiros de linha de expedição de luxo, Compagnie du Ponant e Scenic Luxury Cruises & Tours. A Disney migrou as operações da National Geographic Travel para a Disney Signature Experiences em agosto de 2019.
| Tipo                                                 | Marca                                          | Parceiro                      | Período   |
| ---------------------------------------------------- | ---------------------------------------------- | ----------------------------- | --------- |
| Linha de cruzeiros para navios pequenos (AN, AL, CA) | Lindblad Expeditions-National Geographic       | Lindblad Expeditions          | 2004–     |
| Operadora de turismo                                 | National Geographic Expeditions                | Global Adrenaline (comprada)  | 2004–2017 |
| Férias em jato particular                            | National Geographic Expeditions                | TCS World Travel              | [ 25 ]    |
| Passeio terrestre                                    | National Geographic Journeys                   | G Adventures                  | [ 20 ]    |
| Linha de expedição de luxo (NZ, AU, Pacífico)        |                                                | Ponant                        | 2018–     |
| Cruzeiro fluvial                                     | National Geographic River Cruise               | Scenic Luxury Cruises & Tours | 2018–     |
| Coleção de hotel                                     | National Geographic Unique Lodges of the World | vários hotéis                 | 2015–     |
| Viagens privadas                                     | Private Expeditions                            | Virtuoso                      | 2015–     |

### National Geographic Maps
A National Geographic Maps é a divisão de publicação de mapas comerciais da National Geographic Partners, dentro da Disney Publishing Worldwide.

## Prêmios
Em 2019, o documentário Free Solo da National Geographic ganhou o prêmio de Melhor Documentário no 91º Oscar, e ganhou o Prêmio BAFTA de Melhor Documentário no 72º British Academy Film Awards. O filme foi o segundo documentário de maior bilheteria de 2018.